# Taça de Angola
La Taça de Angola è una competizione calcistica ad eliminazione diretta che si disputa in Angola ogni anno. È organizzata dalla Federação Angolana de Futebol.
La squadra più titolata nella competizione è il Petro Atlético, che l'ha vinta in 15 occasioni.

## Storia
La prima edizione ufficiale della manifestazione si è giocata nel 1982, tuttavia l'anno precedente si era svolta un'analoga competizione che, seppur ritenuta non ufficiale, è considerata la prima edizione del torneo; infatti l'edizione 2010 è stata celebrata come la trentesima della manifestazione.

## Albo d'oro
| Stagione | Campione             | Risultato     | Finalista            | Note   |
| -------- | -------------------- | ------------- | -------------------- | ------ |
| 1982     | Primeiro de Maio     | 2-0           | Petro Huambo         | [ 3 ]  |
| 1983     | Primeiro de Maio     | 9-1           | 11 de Novembro       | [ 4 ]  |
| 1984     | Primeiro de Agosto   | 2-0           | Desportivo Benguela  | [ 5 ]  |
| 1985     | Ferroviário da Huíla | 2-0           | Interclube           | [ 6 ]  |
| 1986     | Interclube           | 1-0           | Primeiro de Maio     | [ 7 ]  |
| 1987     | Petro Atlético       | 4-1           | Ferroviário da Huíla | [ 8 ]  |
| 1988     | Sagrada Esperança    | 2-0 (dts)     | SC Cabinda           | [ 9 ]  |
| 1989     | Ferroviário da Huíla | 2-1           | Interclube           | [ 10 ] |
| 1990     | Primeiro de Agosto   | 1-0           | Petro Atlético       | [ 11 ] |
| 1991     | Primeiro de Agosto   | 2-1 (dts)     | Petro Atlético       | [ 12 ] |
| 1992     | Petro Atlético       | 3-2           | Primeiro de Agosto   | [ 13 ] |
| 1993     | Petro Atlético       | 2-1           | AS Aviação           | [ 14 ] |
| 1994     | Petro Atlético       | 2-1           | Independente Tômbwa  | [ 15 ] |
| 1995     | AS Aviação           | 3-1           | Independente Tômbwa  | [ 16 ] |
| 1996     | Progresso            | 1-0           | Primeiro de Maio     | [ 17 ] |
| 1997     | Petro Atlético       | 2-1           | Primeiro de Agosto   | [ 18 ] |
| 1998     | Petro Atlético       | 4-1           | Primeiro de Agosto   | [ 19 ] |
| 1999     | Sagrada Esperança    | 1-0           | AS Aviação           | [ 20 ] |
| 2000     | Petro Atlético       | 1-0           | Interclube           | [ 21 ] |
| 2001     | Atlético Namibe      | 3-2           | SC Cabinda           | [ 22 ] |
| 2002     | Petro Atlético       | 3-0           | Desportivo Huíla     | [ 23 ] |
| 2003     | Interclube           | 1-0 (dts)     | Sagrada Esperança    | [ 24 ] |
| 2004     | Atlético Namibe      | 2-0           | Primeiro de Agosto   | [ 25 ] |
| 2005     | AS Aviação           | 1-0           | Interclube           | [ 26 ] |
| 2006     | Primeiro de Agosto   | 1-1 (4-3 dcr) | Benfica de Luanda    | [ 27 ] |
| 2007     | Primeiro de Maio     | 2-1 (dts)     | Benfica de Luanda    | [ 28 ] |
| 2008     | Santos               | 1-0 (dts)     | Recreativo do Libolo | [ 29 ] |
| 2009     | Primeiro de Agosto   | 2-1           | Sagrada Esperança    | [ 30 ] |
| 2010     | AS Aviação           | 0-0 (4-3 dcr) | Interclube           | [ 31 ] |
| 2011     | Interclube           | 1-1 (4-2 dcr) | Primeiro de Agosto   | [ 32 ] |
| 2012     | Petro Atlético       | 2-0           | Recreativo da Caála  | [ 33 ] |
| 2013     | Petro Atlético       | 1-0           | Desportivo Huíla     | [ 34 ] |
| 2014     | Benfica de Luanda    | 1-0           | Petro Atlético       | [ 35 ] |
| 2015     | Bravos do Maquis     | 1-0           | Sagrada Esperança    | [ 36 ] |
| 2016     | Recreativo do Libolo | 2-1           | Progresso            | [ 37 ] |
| 2017     | Petro Atlético       | 2-1           | Primeiro de Agosto   | [ 38 ] |
| 2018     | Primeiro de Agosto   | 2-1           | Desportivo Huíla     | [ 39 ] |
| 2021     | Petro Atlético       | 2-0           | Interclube           | [ 40 ] |
| 2022     | Petro Atlético       | 2-1           | Desportivo Huíla     |        |
| 2023     | Petro Atlético       | 3-0           | Académica Lobito     |        |
| 2024     | Petro Atlético       | 2-0           | Bravos do Maquis     |        |

## Vittorie per squadra
| Club                 | Vittorie | Secondi posti | Stagioni                                                                                 |
| -------------------- | -------- | ------------- | ---------------------------------------------------------------------------------------- |
| Petro Atlético       | 15       | 3             | 1987, 1992, 1993, 1994, 1997, 1998, 2000, 2002, 2012, 2013, 2017, 2021, 2022, 2023, 2024 |
| Primeiro de Agosto   | 5        | 6             | 1984, 1990, 1991, 2006, 2009                                                             |
| Interclube           | 3        | 6             | 1986, 2003, 2011                                                                         |
| Primeiro de Maio     | 3        | 2             | 1982, 1983, 2007                                                                         |
| Aviação              | 3        | 2             | 1995, 2005, 2010                                                                         |
| Sagrada Esperança    | 2        | 3             | 1988, 1999                                                                               |
| Ferroviário da Huíla | 2        | 1             | 1985, 1989                                                                               |
| Atlético do Namibe   | 2        | -             | 2001, 2004                                                                               |
| Benfica Luanda       | 1        | 2             | 2014                                                                                     |
| Progresso            | 1        | 1             | 1996                                                                                     |
| Recreativo do Libolo | 1        | 1             | 2016                                                                                     |
| Bravos do Maquis     | 1        | 1             | 2015                                                                                     |
| Santos               | 1        | -             | 2008                                                                                     |
| Desportivo Huíla     | -        | 4             | -                                                                                        |
| Independente SC      | -        | 2             | -                                                                                        |
| Cabinda              | -        | 2             | -                                                                                        |
| Recreativo da Caála  | -        | 1             | -                                                                                        |
| Desportivo Benguela  | -        | 1             | -                                                                                        |
| Petro Huambo         | -        | 1             | -                                                                                        |
| 11 de Novembro       | -        | 1             | -                                                                                        |
| Académica Lobito     | -        | 1             | -                                                                                        |